# 台亞半導體
台亞半導體股份有限公司，英文簡稱「TASC」，成立於1983年，前身為「光磊科技」。以光電半導體發光元件及感測元件為主要產品，並於1990年導入LED應用設計，生產LED顯示屏及照明產品。

## 公司產品
|          | 產品名稱             | 主要用途 |
| -------- | -------------------- | --- |
| 發光元件 | 發光二極體晶粒       | 全彩可見光二極體、數字顯示器、點矩陣顯示器、傳真機光源顯示器、家電、通訊、電腦等消費性產品之指示用元件和車內室內照明及尾燈、顯示器背光及照明 |
| 發光元件 | 紅外線發射二極體晶粒 | 紅外線發光二極體之遙控元件、光耦合器、光斷續器及 紅外線照明等應用                                                                            |
| 感測元件 | 檢光二極體晶粒       | 應用於接收模組、位置感測器、IrDA、光纖傳輸系統。                                                                                             |
| 感測元件 | 檢光電晶體晶粒       | 應用於光耦合器、光斷續器、工業電子。 |
| 感測元件 | 光閘流體晶粒         | 應用於AC馬達驅動、SSR(固態繼電器)。 |
| 感測元件 | 接面場效電晶體晶粒   | 應用於電容式麥克風。 |
| 感測元件 | MOS場效電晶體晶粒    | 應用於光電固態繼電器。 |
| 感測元件 | 稽納二極體晶粒       | 應用於LED靜電防護、穩壓器。 |
| 感測元件 | 蕭特基二極體晶粒     | 應用於整流器、高速開關。 |
| 感測元件 | 晶粒電阻             | 應用於LED燈具。 |
| 感測元件 | 紅外線熱輻射感測元件 | 耳溫槍、快速溫度量測、家電、汽車溫度感測 |
| 感測元件 | 高功率電子元件       | 光電固態繼電器 |
| 系統產品 | LED顯示屏            | 室內型和室外型顯示屏 |
| 系統產品 | LED建築舞台燈具      | 室內型與室外型建築與舞臺燈具產品 |
| 系統產品 | LED照明燈具          | 室內型和室外型照明燈具產品和其他LED相關燈具                                                                                                  |
| 系統產品 | LED車用照明          | 車用相關照明產品 |
| 系統產品 | 其他產品             | 可變資訊標誌板, 交通燈, 資訊與通訊產品 |

## 公司年表
| 1983-1993 | 1983年12月：光磊科技正式成立，以光電半導體元件製造與銷售為主 1984年：開始生產銷售LED晶粒 1987年：大量生產銷售高亮度LED晶粒 1990年：投入研發LED大型顯示幕 1991年：開始生產銷售LED大型顯示幕                                      |
| 1994-2004 | 1995年5月：股票上市掛牌買賣 1996年：通過ISO-9001認證 2001年：開發完成新一代高亮度磷化鋁鉀銦LED晶粒 2002年：獲ISO14001、OHSAS18001正式授權。 2002年6月：成立光普電子(蘇州)有限公司，進入大陸市場。(於2019年12月19日解散清算完成) |
| 2005-2015 | 2005年7月：引進日資日亞及日立公司參與增資 2006年6月：台灣日亞公司及日本日立公司榮任光磊董事 2008年：啟用全新企業識別系統，推廣企業品牌形象 2008年12月：參與台灣日亞公司現金增資                                                 |
| 2016-2020 | 2019年9月：現金減資15%，每股退還股東1.5元，於9月20日暫停交易，減資後新股將在9月23日恢復上市，減資後資本額降為37.86億元。 |
| 2021-至今 | 2021年10月：公司名稱更為台亞半導體，將正式納入日商日亞化學集團旗下。 2022年3月：成立子公司「積亞半導體」。 2023年6月：成立子公司「星亞視覺」。                                                                                  |

## 外部連結
- 台亞半導體股份有限公司 （页面存档备份，存于）
- 光普電子(蘇州)有限公司
- 紹興歐柏斯光電科技有限公司（页面存档备份，存于）